# Regionale raad van Lev HaSharon
De regionale raad van Lev HaSharon (Hebreeuws: מועצה אזורית לב השרון) is een regionale raad in Israël.

## Gemeenschappen
- Moshaven
  - Azri'el · Bnei Dror · Ein Sarid · Ein Vered · Geulim · Herut · Kfar Hess · Kfar Yabetz · Mishmeret · Nitzanei Oz · Nordia · Porat · Sha'ar Efraim · Tnuvot · Tzur Moshe · Yanuv
- Dorpen
  - Ganot Hadar · Ye'af · Kfar Avoda

## Partnersteden
- -Tczew
- -Witten

Abu Basma · Alona · al-Batuf · Be'er Tuvia · Beit She'an Vallei · Bnei Shimon · Brenner · Bustan al-Marj · Centraal Arava · Drom HaSharon · Esjkol · Gan Raveh · Gederot · Gezer · Gilboa · Golan · Gush Etzion · Har Hebron · Hefervallei · Hevel Eilot · Hevel Modi'in · Hevel Yavne · Hof Ashkelon · Hof HaCarmel · Hof HaSharon · Jizreëlvallei · Emek HaYarden · Bik'at HaYarden · Lakhish · Lev HaSharon · Lodvallei · Lager Galilea · Ma'ale Yosef · Mateh Asher · Mateh Binyamin · Mateh Yehuda · Megiddo · Megilot · Menashe · Merhavim · Merom HaGalil · Mevo'ot HaHermon · Misgav · Nahal Sorek · Ramat HaNegev · Sha'ar HaNegev · Sdot Negev · Shafir · Shomron · Tamar · Hoger Galilea · Yoav · Zevoeloen